# Amphineurus kandu
Amphineurus (Amphineurus) kandu là một loài ruồi trong họ Limoniidae. Chúng phân bố ở miền Australasia.